# 太阳光

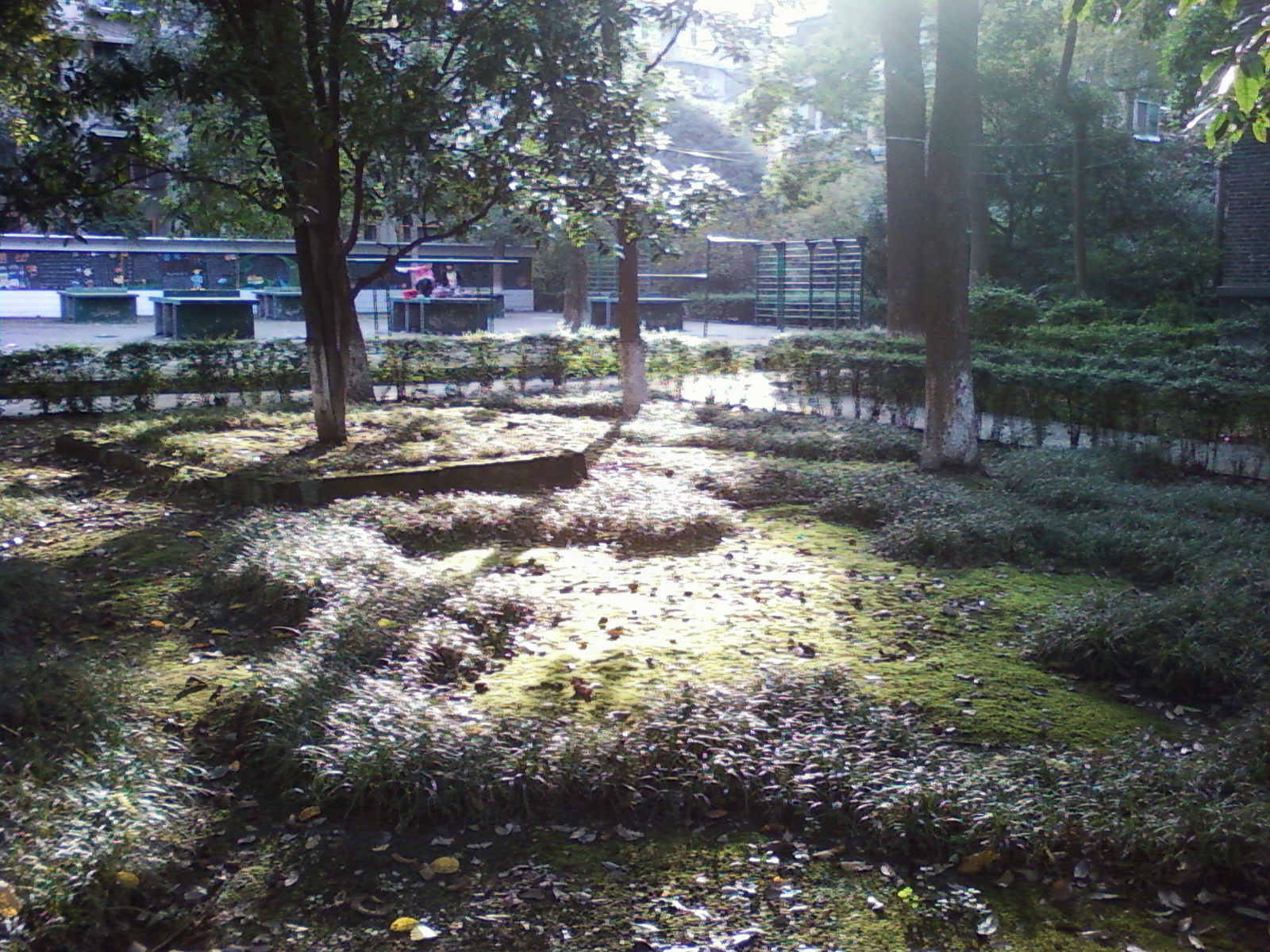
中国大陆四川乐山某高校，一个阳光照射下的花坛

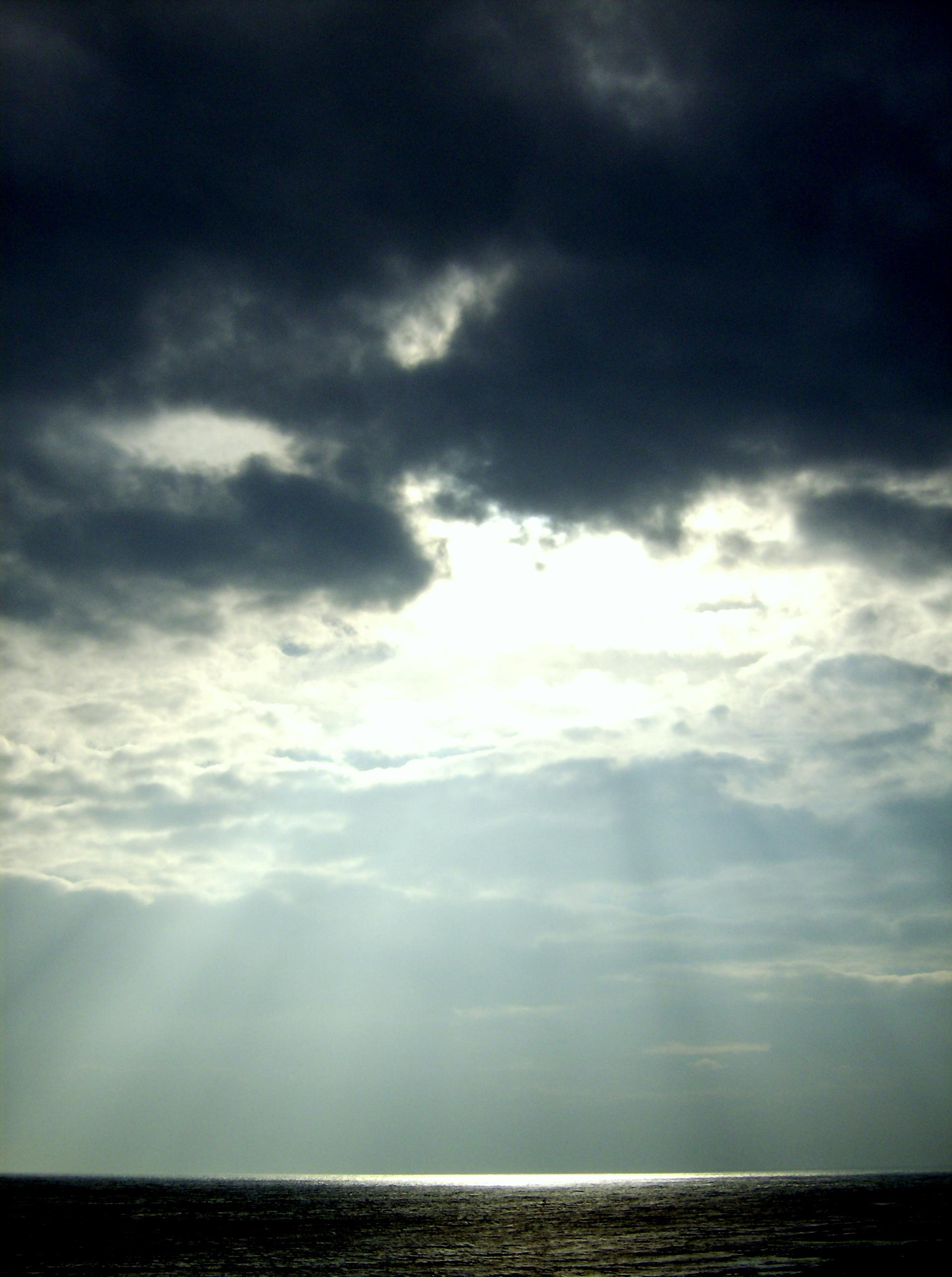
在英國北愛爾蘭邓斯坦伯城堡穿過雲照射的陽光。

太陽光，廣義的定義是來自太陽所有頻譜的電磁輻射。在地球，陽光顯而易見是當太陽在地平线之上，經過地球大氣層過濾照射到地球表面的太陽輻射，則稱為日光。
當太陽輻射沒有被雲遮蔽，直接照射時通常被稱為陽光，是明亮的光線和輻射熱的組合。世界氣象組織定義「日照時間」是指一個地區直接接收到的陽光輻照度在每平方公尺120瓦特以上。
陽光照射的時間可以使用陽光錄影機、全天空輻射計或日射強度計來記錄。陽光需要8.3分鐘才能從太陽抵達地球。
直接照射的陽光亮度效能約有每瓦特93流明的輻射通量，其中包括紅外線、可見光和紫外線。明亮的陽光對地球表面上提供的照度大約是每平方米100,000流明或
100,000勒克司。陽光是光合作用的關鍵因素，對於地球上的生命至關重要。

## 計算
若要計算抵達地面的陽光數量，不僅要計算地球在黃道上的軌道位置，還有地球大氣層造成的衰減，都需要考慮在內。在地球大氣層外的太陽照度（Eext），使用在一年內的日數（dn）修正橢圓軌道的數值是： 
{\displaystyle E_{\rm {sc}}={\frac {E_{\rm {ext}}}{\left[1+0.034\cdot \cos \left(2\pi {\frac {{\rm {dn}}-3}{365}}\right)\right]}},}
此處，在1月1日dn=1，1月2日dn=2，在2月1日dn=32，依此類推。在這個算式中使用dn-3，是因為在現在，地球最接近太陽的近日點通過時間是1月3日，因此Eext的最大值必須對應的出現在每年的1月3日。
太陽照度常數（Esc）相當於128×103 lx。直接照射的正常照度（Edn），修正大氣層衰減的影響後是：
{\displaystyle E_{\rm {dn}}=E_{\rm {ext}}\,e^{-cm},}
此處c是大氣層的消光係數，m是相對的光學氣團。

## 太陽常數

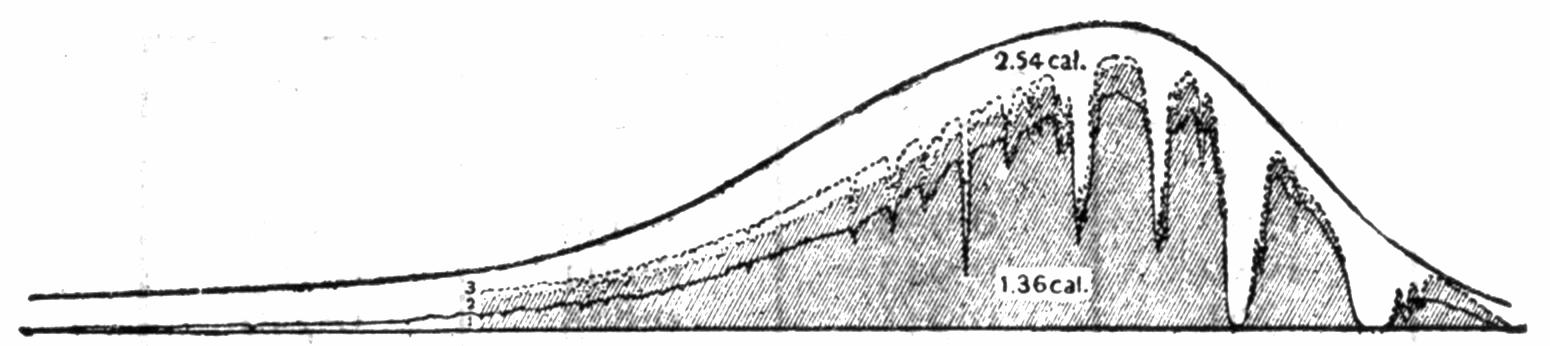
1903年藍利的測輻射熱移的紀錄，使用的錯誤的太陽常數值：2.54卡/分/平方公分。

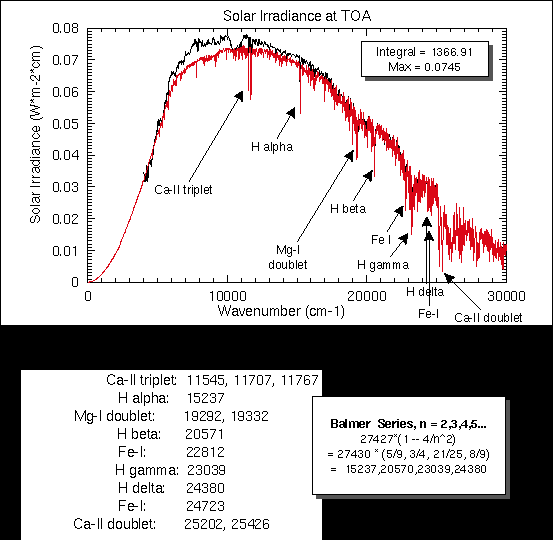
在大氣層頂的太陽輻照度光譜，橫座標是以線性尺度的波數來描繪的。

太陽常數是在1天文單位（大約相當於地球到太陽的平均距離）的距離，且垂直於太陽輻射平面的單位面積上，測量到來自太陽的電磁輻射的總通量。在地球大氣層外的表面測量太陽的輻照度，可以和使用平方反比定律推導出的太陽常數來比較和調整，推導出在1天文單位上的太陽常數。
太陽常數不只是可見光，它包含了全部類型的太陽輻射，他大概的數值是每平方米1.366千瓦（1.366 kW/m²）
。在大氣層頂部實際測量的輻照度因為日地距離的變化，在一年中約有6.91%的變化（從1月初的1.412kW/m²到7月初的1.321kW/m²），而通常在每一天的變化量小於千分之一。因此，整個地球（地球的截面積是127,400,000平方公里）得到的能量是1.740×1017 W±ˇ3.5%。長期下來，太陽常數是會變化的（參見太陽活動），但是在一年當中的變化量遠小於因為橢圓軌道的距離變化造成的太陽輻照度的變化。這個平均數值，1.366kW/m²，相當於每平方公分每分鐘1.96卡，或是每分鐘1.96蘭利（Ly）。
地球接收的總輻攝取決於地球的截面積（π·RE²），但是因為自轉為使這些能量分散在整個表面積（4·π·RE²）。再考慮到太陽光入射的角度，和任何時刻都有半個地球表面不會被陽光照到，因此平均的太陽入射輻射量通常不會超過太陽常數的四分之一（大約是342W/m²）。而在任何給定的時刻，在地球的表面上的某個位置接收的太陽輻射量，取決該位置的緯度和大氣層的狀態。
太陽常數不僅是可見光的部分，還包括太陽光中所有波長的電磁輻射（參見電磁頻譜）。它與太陽的視星等，-26.8等，也有關聯，雖然太陽的視星等只以太陽的可見光輻射做基礎，但太陽常數和太陽的視星等是描述太陽視亮度的兩種方法。
在1884年，塞繆爾·彭爾龐特·蘭利在加州的惠特尼山企圖測量太陽常數，他在一天的不同時刻來讀取資料，希望能消除大氣吸收造成的影響。但是，他得到的2.903kW/m²依然是太大的數值。在1902年至1957年間，查理斯·艾博特和其他人在不同的高度上測量出太陽常數在1.322和1.465kW/m²之間。艾伯特證明蘭利的數據被錯誤的引用並作了更正，他的結果改成在1.89和2.22卡（1.318至1.548kW/m²）之間，這種變化似乎是來自太陽而不是地球大氣層。
從太陽看地球的角直徑大約是1/11,000弧度，意思是從太陽看地球的立體角大約是1/140,000,000球面度。因此，地球獲得的能量是太陽輻射能量的20億分之一，換言之太陽輻射的能量大約是3.86×1026瓦。

## 太陽系內的陽光強度
太陽系內不同天體接收到的陽光強度與太陽距離的平方成反比，下面的表粗略的比較了太陽系內每個行星接收到的強度（資料來自）：
| 行星   | 近日點 - 遠日點 距離（AU） | 太陽輻射 最大值和最小值 （W/m²） |
| ------ | -------------------------- | -------------------------------- |
| 水星   | 0.3075 – 0.4667            | 14,446 – 6,272                   |
| 金星   | 0.7184 – 0.7282            | 2,647 – 2,576                    |
| 地球   | 0.9833 – 1.017             | 1,413 – 1,321                    |
| 火星   | 1.382 – 1.666              | 715 – 492                        |
| 木星   | 4.950 – 5.458              | 55.8 – 45.9                      |
| 土星   | 9.048 – 10.12              | 16.7 – 13.4                      |
| 天王星 | 18.38 – 20.08              | 4.04 – 3.39                      |
| 海王星 | 29.77 – 30.44              | 1.54 – 1.47                      |

被觀測到的表面在陽光下的實際亮度也取決於大氣層的存在與否和構造。例如，金星濃厚的大氣層反射所接受到陽光的60%，因此在表面實際的照度是14,000勒克司，相當於地球上被雲層遮蔽的灰濛濛的白天。
火星上的陽光會或多或少的像在地球上帶著太陽眼鏡下的日光，並且從火星車傳回的圖片中可以看到，天空中有足夠多漫射的輻射，因此陰影的區域不會過度的黑暗。因此給我們的感覺和看法是很像地球的白天。
作为对比，土星上的陽光比地球上日出或日落時的陽光明亮一些（參見日光的比較表）。即使在冥王星，陽光依然有足夠的亮度，幾乎可以與起居室的平均亮度相匹配。到500天文單位（～69光時）的距離上，陽光會暗淡至大約是地球在滿月下的光度。在太陽系中已經被發現存在於這個距離上的天體只有少數幾個，像是90377 Sedna和2000 OO67。

## 成分

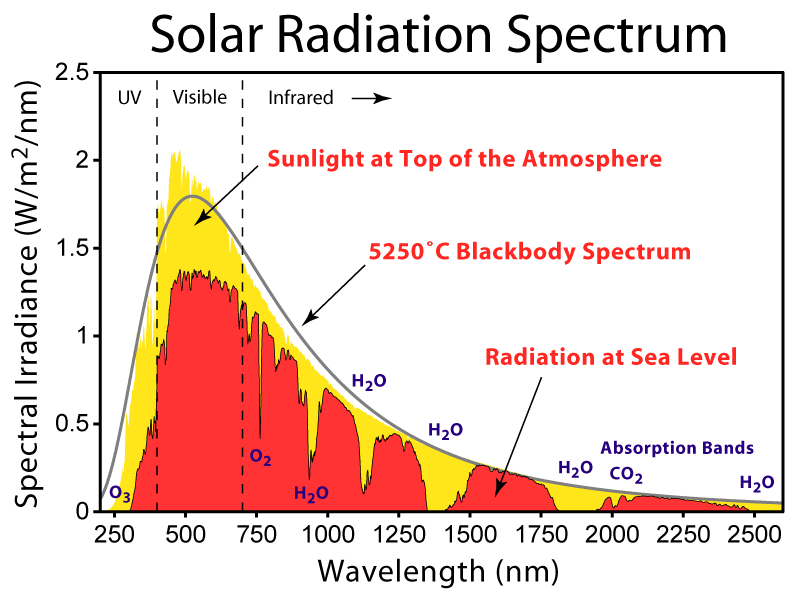
在大氣層之上和表面的太陽輻照度光譜。

太陽的太陽輻射光譜與溫度5,800K的黑體非常接近。其中約有一半的電磁頻譜在可見光的短波範圍內，另一半在近紅外線的部分，也有一些在光譜的紫外線。當紫外線沒有被大氣層或其他的保護塗料吸收，它可能導致皮膚的曬傷或觸發人類皮膚色素的自我調整變化。
光譜在100至106纳米的電磁輻射不斷的轟擊地球大氣層，按波長的升冪排列，它們可以分成五個區域：
- 紫外線C（Ultraviolet C）或UVC的範圍跨越100至280纳米。紫外線這個名詞意味著輻射的頻率比紫色還高（因此人的眼睛看不見它）。由於會被大氣層吸收，因此只有非常少的量能夠抵達地球的岩石表面。這種輻射光譜的特性是有殺菌力，和使用為殺菌燈。
- 紫外線B或UVB的範圍從280至315纳米。它也被大氣層大量的吸收，並且和紫外線C一起導致光化學反應製造出臭氧層。
- 紫外線A或UVA的範圍從315至400纳米。一般認為它對DNA的傷害最小因此常用來曬黑和做為牛皮癬的PUVA療法。
- 可見範圍或光的範圍從400至700纳米。如同名稱所暗示的，這是肉眼可以看見的範圍。
- 紅外線的範圍從700纳米至106纳米[1（mm）]。在到達地球的電磁輻射中它們是很重要的一部分，依據波常可以分成三種類型：
  - 紅外線-A：700纳米至1,400纳米
  - 紅外線-B：1,400纳米至3,000纳米
  - 紅外線-C：3,000纳米至1毫米

## 表面照度
表面照度的頻譜範圍取決於太陽高度所受到大氣層的影響，在日出和日落前後的暮曙光分別取決於藍色光譜被大氣散射所支配的成分，紅光則主宰著日出和日落的顏色。這些影響很明顯的呈現在自然光的攝影上，此處的照明原則上是透過大氣層媒介的陽光。
依據Craig Bohren的看法，"當太陽接近地平線時，經過地平線長路徑上的陽光被臭氧層優質吸收，造成天頂上的天空呈現藍色"。
更詳細的說明可以參見天空輻射的擴散。

## 文化方面
眼睛經常暴露強烈日光下，極易受傷，牛頓曾直視日光好幾小時，幾乎把自己搞瞎，然後得待在暗室裡好幾天才恢復視力。许多人发现直射的阳光过于明亮而使人不舒服，特别是在阳光下阅读白色报纸的时候。的确，在直射的阳光下阅读有可能造成永久性的视觉损伤。为了减轻阳光的照射强度，许多人戴起了太阳眼镜；汽车、头盔、帽子也装备了护目镜等遮挡物来阻碍阳光从低角度直接射入眼睛。

而在一些较冷的国家，大多数人更喜欢阳光相对灿烂的日子而且经常避免荫凉。在热一些国家情况正好相反，在正午时分，人们更愿意待在屋内保持清凉。如果他们外出，也喜欢待在例如树或阳伞等遮挡的荫凉下。

人們通常利用遮光帘，遮陽篷，百葉窗或窗帘以阻擋陽光進入室內。

### 日光浴
日光浴是一项流行的休闲活动，人直接坐在或躺在阳光下的来享受阳光。人们通常在舒适而阳光充足的地方进行日光浴。一些包括海滩、露天游泳池、公园、花园、人行道、咖啡馆等在内的公共场所是公认的日光浴去处。日光浴者通常只穿少量的衣服或穿泳衣。另外，在裸体主义流行地区，一些日光浴者更喜欢一丝不挂的享受阳光。
对于许多非黑种人来说，日光浴的主要或附加作用上使他们的肤色变深一些（晒成一身古铜色），这在一些文化中被认为是经常户外运动，经常度假的结果，因此被认为是美丽而健康的。一些人喜欢裸体日光浴的另一个原因是他们希望全身均等的接收阳光的照射。
皮肤颜色变深的本质原因是皮下黑素细胞中的黑色素增多。而这是身体结构对过度紫外线（来自太阳或人造太阳灯）的自然反应。因此，一旦人不再暴露在这些紫外源下，随着时间的流逝，黑色就会逐渐消失。黑色或较暗肤色的人则表现着一种从他们远古祖先（居住在热带地区，例如非洲）那里得来的进化优势。

## 对健康的负面影响
最后要指出的是，古铜色并不单表示健康，长时间的过度暴露在日光下被认为与多种皮肤癌有关，而他们是由日光或日光灯中的过度紫外线所引起的。为防止从轻度的晒伤到严重的灼伤的不良影响，应该适当使用防晒霜或其他防晒药剂。紫外线的另一个有害影响是它能加速皮肤脫皮（也叫皮肤光损伤）。近十年臭氧层量的减少使得上述健康灾难发生的几率增加许多。所以那些每天暴露在强日光下的人，应该采取必要的措施。